# Ophisurus
Ophisurus es un género de peces anguiliformes de la familia Ophichthidae.

## Especies
Se reconocen las siguientes especies:
- Ophisurus macrorhynchos
- Ophisurus serpens